# Batalha de Mohács (1687)
A Segunda Batalha de Mohács ocorreu entre os turcos otomanos do sultão Maomé IV, o Caçador e as forças austríacas do imperador Leopoldo I comandadas por Carlos V da Lorena.

## Batalha
O comandante otomano Süleyman Paşa planejou uma estratégia; os mamelucos estariam posicionados para atacar pelo flanco esquerdo, os mercenários dos Bálcãs se movimentariam do flanco direito para a retaguarda e os bem equipados turcos otomanos atacariam a parte central do exército Habsburgo, na intenção de dividi-lo.
Os turcos otomanos (Süleyman Paşa juntou-se à tropa) atacaram pelo meio e esmagaram a parte interna do exército Habsburgo (5 000-8 000 mortos durante esse ataque), enquanto que os mamelucos e os mercenários dos Bálcãs avançaram pelos flancos. Mas o exército otomano, mesmo estando em maior número, não conseguiu manter as posições conquistadas. Os mamelucos perderam a sua posição e sofreram enormes perdas, ao mesmo tempo em que os mercenários dos Bálcãs entravam em pânico. Todos os turcos otomanos foram mortos, inclusive Süleyman Paşa, uma vez que com a fuga dos mamelucos e dos mercenários, eles ficaram numericamente em desvantagem. Os Habsburgos saíram vitoriosos, com 15 000-18 000 mortos ou feridos.

## Consequências
A batalha foi uma derrota esmagadora para os otomanos, destruindo suas ambições de uma maior expansão de seus domínios pela Europa. Após a batalha, o exército turco se revoltou e o sultão Maomé IV, o Caçador foi deposto. Durante um ano, o Império Otomano esteve paralisado, e as forças de Leopoldo I se prepararam para capturar Belgrado e penetrar mais profundamente nos Bálcãs.